# UEFAヨーロッパリーグ 2013-14 グループリーグ
UEFAヨーロッパリーグ 2013-14 グループリーグ (UEFA Europa League 2013-14 group stage) は、2013年9月18日から12月12日まで開催されたのUEFAヨーロッパリーグ2013-14 本戦の第1ステージである。予選プレーオフを勝ち抜いた29チームと、直接本戦出場権を獲得した7チームとチャンピオンズリーグプレーオフ敗者の9チームと失格となったチームの代替チーム3チーム（詳細は後述参照）の計48チームで行われる。各グループを勝ち抜いた24チームとチャンピオンズリーグのグループリーグの3位チーム計8チームが決勝トーナメントへ進出する。

## 代替チーム
- マッカビ・テルアビブ:2013年8月14日、ウクライナのメタリスト・ハルキウの関係者が過去に八百長に関与したとしてチャンピオンズリーグから追放し、代わりにギリシャのPAOKがチャンピオンズリーグプレーオフに進出した[1]。これにより予選3回戦で対戦する予定であったマッカビ・テルアビブがそのまま繰り上がりグループリーグへの出場が決まった。
- トロムソ:2014年6月25日、トルコのベシタクシュが2011年の国内リーグ戦で八百長に関与したとしてUEFA主催大会出場権を剥奪した[2][3]

。これにより予選プレーオフでベシタクシュと対戦し敗れたトロムソがグループリーグへの出場が決まった。
- APOEL:2014年6月25日、トルコのフェネルバフチェが2011年の国内リーグ戦で八百長に関与したとしてUEFA主催大会出場権を剥奪した[2][3]

。その結果予選プレーオフで試合を行った上記の2チーム以外で抽選を行った結果APOELが選出されグループリーグへの出場が決まった。

## 抽選
UEFAランキングに基づいたシードにより4つの抽選ポットに分けられ、12グループに振り分けられる。なお、同一ポットや同一リーグからは同じグループに振り分けられない。また、同一都市に存在する2チーム（セビージャとベティス）が同節にホームゲームを行うことはなく、ロシア、カザフスタンの計4チームは寒さへの対策として最終節にホームゲームが行われないよう配慮される。
組み合わせ抽選会は、2013年8月30日にモナコのグリマルディ・フォーラムで行われた。
| ポット1                  | ポット1  | ポット1 |
| チーム                   | ポイント |         |
| ------------------------ | -------- | ------- |
| バレンシア               | 102.605  |         |
| リヨン                   | 95.800   |         |
| トッテナム               | 69.592   |         |
| ディナモ・キーウ         | 68.951   |         |
| PSV                      | 64.945   |         |
| ボルドー                 | 59.800   |         |
| ルビン・カザン           | 58.266   |         |
| セビージャ               | 55.105   |         |
| スタンダール・リエージュ | 45.880   |         |
| フィオレンティーナ       | 42.829   |         |
| ラツィオ                 | 41.829   |         |
| AZ                       | 39.445   |         |

| ポット2            | ポット2  | ポット2 |
| チーム             | ポイント |         |
| ------------------ | -------- | ------- |
| APOEL              | 35.366   |         |
| PAOK               | 28.800   |         |
| ザルツブルク       | 28.075   |         |
| ヘンク             | 26.880   |         |
| ディナモ・ザグレブ | 25.916   |         |
| ドニプロ           | 23.951   |         |
| トラブゾンスポル   | 21.400   |         |
| アンジ             | 20.266   |         |
| ベティス           | 17.605   |         |
| ウィガン           | 16.592   |         |
| スウォンジー       | 16.592   |         |
| フライブルク       | 15.922   |         |

| ポット3                | ポット3  | ポット3 |
| チーム                 | ポイント |         |
| ---------------------- | -------- | ------- |
| フランクフルト         | 15.922   |         |
| ギマランイス           | 14.333   |         |
| レギア・ワルシャワ     | 13.650   |         |
| マッカビ・ハイファ     | 13.575   |         |
| ラピード・ウィーン     | 13.075   |         |
| パソス・デ・フェレイラ | 12.833   |         |
| エストリル             | 11.833   |         |
| シェリフ               | 11.533   |         |
| チョルノモレツ         | 9.951    |         |
| マリボル               | 9.941    |         |
| クバン・クラスノダール | 9.266    |         |
| エルフスボリ           | 8.125    |         |

| ポット4              | ポット4  | ポット4 |
| チーム               | ポイント |         |
| -------------------- | -------- | ------- |
| マッカビ・テルアビブ | 8.075    |         |
| スロヴァン・リベレツ | 7.745    |         |
| トゥーン             | 7.285    |         |
| ズルテ・ワレヘム     | 6.880    |         |
| アポロン・リマソール | 6.366    |         |
| トロムソ             | 6.335    |         |
| ザンクト・ガレン     | 5.785    |         |
| エスビャウ           | 5.140    |         |
| リエカ               | 4.916    |         |
| パンドゥリイ         | 4.604    |         |
| ルドゴレツ           | 3.450    |         |
| シャフチョール       | 2.941    |         |

## 順位決定方法
各グループ内で2チーム以上が総勝点で並んだ場合、以下の順番で順位が決定される。
1. 直接対決の勝点
2. 直接対決の得失点差
3. 直接対決のアウェーゴール数
4. 総得失点差
5. 総得点
6. クラブ及び所属リーグの過去5年間のUEFA積算係数ポイント

## グループ
各グループでホーム・アンド・アウェー方式の総当たり戦を行い、各グループ上位2チームは決勝トーナメント1回戦に進出する。
各節の日程は以下の通り。
- 第1節　　2013年9月19日
- 第2節　　2013年10月3日
- 第3節　　2013年10月24日
- 第4節　　2013年11月7日
- 第5節　　2013年11月28日
- 第6節　　2013年12月12日

| グループリーグ順位表の凡例 |
| -------------------------- |
| 決勝トーナメント進出       |
| 敗退                       |

### グループA
| チーム                 | 試 | 勝 | 分 | 敗 | 得 | 失 | 差 | 点 |
| ---------------------- | -- | -- | -- | -- | -- | -- | -- | -- |
| バレンシア             | 6  | 4  | 1  | 1  | 12 | 7  | +5 | 13 |
| スウォンジー           | 6  | 2  | 2  | 2  | 6  | 4  | +2 | 8  |
| クバン・クラスノダール | 6  | 1  | 3  | 2  | 7  | 7  | 0  | 6  |
| ザンクト・ガレン       | 6  | 2  | 0  | 4  | 6  | 13 | −7 | 6  |

| 2013年9月19日 19:00 |

| バレンシア | 0 - 3    | スウォンジー                                  |
|            | レポート | ボニー 14分 · ミチュ 58分 · デ・グズマン 62分 |

| エスタディオ・デ・メスタージャ, バレンシア 観客数: 32,305人 主審: セルジュ・グミエニー |

| 2013年9月19日 19:00 |

| ザンクト・ガレン                  | 2 - 0    | クバン・クラスノダール |
| カラノビッチ 56分 · マティス 76分 | レポート |                        |

| アレナ・ザンクト・ガレン, ザンクト・ガレン 観客数: 12,551人 主審: パベウ・ギル |

| 2013年10月3日 18:00 |

| クバン・クラスノダール | 0 - 2    | バレンシア                      |
|                        | レポート | アルカセル 73分 · フェグリ 81分 |

| クバン・スタジアム, クラスノダール 観客数: 29,300人 主審: マリヨ・ストラホニャ |

| 2013年10月3日 21:05 |

| スウォンジー      | 1 - 0    | ザンクト・ガレン |
| ラウトリッジ 52分 | レポート |                  |

| スウォンジー・スタジアム, スウォンジー 観客数: 15,397人 主審: ドゥアルテ・ゴメス |

| 2013年10月24日 21:05 |

| スウォンジー | 1 - 1    | クバン・クラスノダール |
| ミチュ 68分  | レポート | シセ 90+3分 (pen.)     |

| スウォンジー・スタジアム, スウォンジー 観客数: 14,964人 主審: クリスティン・ヤコブソン |

| 2013年10月24日 21:05 |

| バレンシア                                                                      | 5 - 1    | ザンクト・ガレン |
| アルカセル 12分 · カルタビア 21分, 30分 · リカルド・コスタ 33分 · カナレス 71分 | レポート | ナター 74分      |

| エスタディオ・デ・メスタージャ, バレンシア 観客数: 26,645人 主審: ポル・ファン・ブーケル |

| 2013年11月7日 18:00 |

| クバン・クラスノダール | 1 - 1    | スウォンジー |
| バルデ 90+2分          | レポート | ボニー 9分   |

| クバン・スタジアム, クラスノダール 観客数: 27,843人 主審: ロベルト・シェルゲンホファー |

| 2013年11月7日 19:00 |

| ザンクト・ガレン              | 2 - 3    | バレンシア                            |
| ベル 37分 · カラノビッチ 66分 | レポート | ピアッティ 30分, 76分 · カナレス 86分 |

| アレナ・ザンクト・ガレン, ザンクト・ガレン 観客数: 16,951人 主審: アレクセイ・クルバコフ |

| 2013年11月28日 18:00 |

| クバン・クラスノダール                                   | 4 - 0    | ザンクト・ガレンFC |
| メルガレホ 3分, 71分 · イグナティエフ 54分 · カボレ 90分 | レポート |                    |

| クバン・スタジアム, クラスノダール 観客数: 19,032人 主審: アナスタシオス・カコス |

| 2013年11月28日 21:05 |

| スウォンジー | 0 - 1    | バレンシア  |
|              | レポート | パレホ 20分 |

| スウォンジー・スタジアム, スウォンジー 観客数: 17,896人 主審: ルカ・バンティ |

| 2013年12月12日 19:00 |

| バレンシア      | 1 - 1    | クバン・クラスノダール |
| アルカセル 67分 | レポート | メルガレホ 84分        |

| エスタディオ・デ・メスタージャ, バレンシア 観客数: 14,581人 主審: ミロスラフ・ゼリンカ |

| 2013年12月12日 19:00 |

| ザンクト・ガレン | 1 - 0    | スウォンジー |
| マティス 80分    | レポート |              |

| アレナ・ザンクト・ガレン, ザンクト・ガレン 観客数: 15,298人 主審: リラン・リアニ |

### グループB
| チーム             | 試 | 勝 | 分 | 敗 | 得 | 失 | 差 | 点 |
| ------------------ | -- | -- | -- | -- | -- | -- | -- | -- |
| ルドゴレツ         | 6  | 5  | 1  | 0  | 11 | 2  | +9 | 16 |
| チョルノモレツ     | 6  | 3  | 1  | 2  | 6  | 6  | 0  | 10 |
| PSV                | 6  | 2  | 1  | 3  | 4  | 5  | −1 | 7  |
| ディナモ・ザグレブ | 6  | 0  | 1  | 5  | 3  | 11 | −8 | 1  |

| 2013年9月19日 19:00 |

| ディナモ・ザグレブ     | 1 - 2    | チョルノモレツ                        |
| J・フェルナンデス 43分 | レポート | アントノフ 62分 · ジャ・ジェジェ 65分 |

| スタディオン・マクシミール, ザグレブ 観客数: 12,522人 主審: フセイン・ゲジェク |

| 2013年9月19日 19:00 |

| PSV | 0 - 2    | ルドゴレツ                      |
|     | レポート | ベジャク 60分 · ミシジャン 74分 |

| PSVスタディオン, アイントホーフェン 観客数: 11,000人 主審: イヴァン・クルジュリアク |

| 2013年10月3日 21:05 |

| ルドゴレツ                                                      | 3 - 0    | ディナモ・ザグレブ |
| ジュニオール・キシャダ 12分 · ミシジャン 34分 · ディアコフ 61分 | レポート |                    |

| ナシオナーレン・スタディオン・バシル・レフスキ, ソフィア[A] 観客数: 6,900人 主審: シュテファン・シュトゥーダー |

| 2013年10月3日 21:05 |

| チョルノモレツ | 0 - 2    | PSV                             |
|                | レポート | デパイ 13分 · ヨゼフゾーン 88分 |

| チョルノモレツ・スタジアム, オデッサ 観客数: 33,839人 主審: リラン・リアニ |

| 2013年10月24日 21:05 |

| チョルノモレツ | 0 - 1    | ルドゴレツ          |
|                | レポート | ズラティンスキ 45分 |

| チョルノモレツ・スタジアム, オデッサ 観客数: 20,082人 主審: アレクサンドル・トゥドル |

| 2013年10月24日 21:05 |

| ディナモ・ザグレブ | 0 - 0    | PSV |
|                    | レポート |     |

| スタディオン・マクシミール, ザグレブ 観客数: 75人[B] 主審: パベウ・ギル |

| 2013年11月7日 19:00 |

| ルドゴレツ                  | 1 - 1    | チョルノモレツ |
| ジュニオール・キシャダ 47分 | レポート | ガイ 64分      |

| ナシオナーレン・スタディオン・バシル・レフスキ, ソフィア[A] 観客数: 6,113人 主審: ステファン・ヨハネソン |

| 2013年11月7日 19:00 |

| PSV                             | 2 - 0    | ディナモ・ザグレブ |
| マヘル 29分 · トイヴォネン 56分 | レポート |                    |

| PSVスタディオン, アイントホーフェン 観客数: 10,500人 主審: パベル・クリスティアン・バライ |

| 2013年11月28日 21:05 |

| チョルノモレツ                      | 2 - 1    | ディナモ・ザグレブ |
| アントノフ 78分 · ディデンコ 90+1分 | レポート | ベチライ 20分      |

| チョルノモレツ・スタジアム, オデッサ 観客数: 14,182人 主審: フェリックス・ツバイヤー |

| 2013年11月28日 21:05 |

| ルドゴレツ          | 2 - 0    | PSV |
| ベジャク 38分, 79分 | レポート |     |

| ナシオナーレン・スタディオン・バシル・レフスキ, ソフィア[A] 観客数: 3,012人 主審: ニコラ・リッツォーリ |

| 2013年12月12日 19:00 |

| ディナモ・ザグレブ | 1 - 2    | ルドゴレツ                  |
| チョプ 67分        | レポート | アバロ 28分 · ベジャク 72分 |

| スタディオン・マクシミール, ザグレブ 観客数: 3,120人 主審: ウラジスラフ・ベズボロドフ |

| 2013年12月12日 19:00 |

| PSV | 0 - 1    | チョルノモレツ      |
|     | レポート | ジャ・ジェジェ 59分 |

| PSVスタディオン, アイントホーフェン 観客数: 13,500人 主審: カルロス・ゴメス |

Notes
1. ^ a b c ルドゴレツはラズグラドに所在する本拠地のルドゴレツ・アレナの代わりに、ソフィアのナシオナーレン・スタディオン・バシル・レフスキをホームスタジアムとして使用した。
2. ^ ディナモ・ザグレブのサポーターが人種差別行為を行ったため、UEFAからの罰則で無観客試合として行われた[7]。

### グループC
| チーム                   | 試 | 勝 | 分 | 敗 | 得 | 失 | 差  | 点 |
| ------------------------ | -- | -- | -- | -- | -- | -- | --- | -- |
| ザルツブルク             | 6  | 6  | 0  | 0  | 15 | 3  | +12 | 18 |
| エスビャウ               | 6  | 4  | 0  | 2  | 8  | 8  | 0   | 12 |
| エルフスボリ             | 6  | 1  | 1  | 4  | 5  | 10 | −5  | 4  |
| スタンダール・リエージュ | 6  | 0  | 1  | 5  | 6  | 13 | −7  | 1  |

| 2013年9月19日 19:00 |

| ザルツブルク                                                 | 4 - 0    | エルフスボリ |
| アラン 36分 · ジョナタン・ソリアーノ 44分 (pen.), 69分, 79分 | レポート |              |

| シュタディオン・ザルツブルク, ザルツブルク 観客数: 7,879人 主審: レオンティオス・トラトゥ |

| 2013年9月19日 19:00 |

| スタンダール・リエージュ | 1 - 2    | エスビャウ                              |
| ムジャンギ・ビア 74分    | レポート | ファン・ブーレン 63分 · バケンガ 90+5分 |

| スタッド・モーリス・デュフラン, リエージュ 観客数: 11,871人 主審: ゲディミナス・マゼイカ |

| 2013年10月3日 21:05 |

| エスビャウ    | 1 - 2    | ザルツブルク     |
| ディウフ 89分 | レポート | アラン 6分, 38分 |

| ブルー・ウォーター・アリーナ, エスビャウ 観客数: 11,298人 主審: マヌエル・デ・ソウザ |

| 2013年10月3日 21:05 |

| エルフスボリ    | 1 - 1    | スタンダール・リエージュ |
| クラエソン 23分 | レポート | ムジャンギ・ビア 62分    |

| ボロース・アレーナ, ボロース 観客数: 3,778人 主審: トニー・シャプロン |

| 2013年10月24日 21:05 |

| エルフスボリ    | 1 - 2    | エスビャウ               |
| イエンソン 69分 | レポート | アンドレアセン 7分, 67分 |

| ボロース・アレーナ, ボロース 観客数: 3,142人 主審: マイケル・オリヴァー |

| 2013年10月24日 21:05 |

| ザルツブルク                                  | 2 - 1    | スタンダール・リエージュ     |
| ジョナタン・ソリアーノ 53分 · ラマーリョ 85分 | レポート | ムジャンギ・ビア 88分 (pen.) |

| シュタディオン・ザルツブルク, ザルツブルク 観客数: 14,856人 主審: イヴァン・クルジュリアク |

| 2013年11月7日 19:00 |

| エスビャウ           | 1 - 0    | エルフスボリ |
| ローデン 71分 (o.g.) | レポート |              |

| ブルー・ウォーター・アリーナ, エスビャウ 観客数: 10,049人 主審: セルゲイ・ボイコ |

| 2013年11月7日 19:00 |

| スタンダール・リエージュ | 1 - 3    | ザルツブルク                                      |
| ムポク 55分              | レポート | シュヴェント 42分 · カンプル 45+1分 · アラン 59分 |

| スタッド・モーリス・デュフラン, リエージュ 観客数: 20,000人 主審: アレクセイ・ニコラエフ |

| 2013年11月28日 21:05 |

| エルフスボリ | 0 - 1    | ザルツブルク      |
|              | レポート | メイリンガー 39分 |

| ボロース・アレーナ, ボロース 観客数: 2,456人 主審: クリスト・トーベル |

| 2013年11月28日 21:05 |

| エスビャウ                  | 2 - 1    | スタンダール・リエージュ |
| ファン・ブーレン 18分, 79分 | レポート | デ・カマルゴ 53分        |

| ブルー・ウォーター・アリーナ, エスビャウ 観客数: 9,184人 主審: パベル・クリスティアン・バライ |

| 2013年12月12日 19:00 |

| ザルツブルク                    | 3 - 0    | エスビャウ |
| マネ 19分, 63分 · カンプル 58分 | レポート |            |

| シュタディオン・ザルツブルク, ザルツブルク 観客数: 6,890人 主審: ビュレント・ユルドゥルム |

| 2013年12月12日 19:00 |

| スタンダール・リエージュ | 1 - 3    | エルフスボリ                          |
| ムボンボ 31分            | レポート | ニルソン 41分, 46分 · ベックマン 52分 |

| スタッド・モーリス・デュフラン, リエージュ 観客数: 6,466人 主審: スティーブン・マクレーン |

### グループD
| チーム           | 試 | 勝 | 分 | 敗 | 得 | 失 | 差  | 点 |
| ---------------- | -- | -- | -- | -- | -- | -- | --- | -- |
| ルビン・カザン   | 6  | 4  | 2  | 0  | 14 | 4  | +10 | 14 |
| マリボル         | 6  | 2  | 1  | 3  | 9  | 12 | −3  | 7  |
| ズルテ・ワレヘム | 6  | 2  | 1  | 3  | 4  | 10 | −6  | 7  |
| ウィガン         | 6  | 1  | 2  | 3  | 6  | 7  | −1  | 5  |

| 2013年9月19日 19:00 |

| ズルテ・ワレヘム | 0 - 0    | ウィガン |
|                  | レポート |          |

| ヤン・ブレイデルスタディオン, ブルッヘ[C] 観客数: 7,041人 主審: マルチン・ボルスキ |

| 2013年9月19日 19:00 |

| マリボル                        | 2 - 5    | ルビン・カザン                                                                            |
| ミレッチ 35分 · ファイッチ 73分 | レポート | カラデニズ 23分 · マルカノ 27分 · エレメンコ 69分 · ロンドン 90分 · リャザンツェフ 90+4分 |

| リュドスキ・ヴルト, マリボル 観客数: 7,500人 主審: ポル・ファン・ブーケル |

| 2013年10月3日 18:00 |

| ルビン・カザン                                                               | 4 - 0    | ズルテ・ワレヘム |
| デュプリュ 60分 (o.g.) · エレメンコ 73分 · リャザンツェフ 81分 · ナトホ 89分 | レポート |                  |

| チェントラルニー・スタディオン, カザン 観客数: 4,057人 主審: クリスト・トーベル |

| 2013年10月24日 21:05 |

| ウィガン      | 1 - 1    | ルビン・カザン    |
| パウエル 40分 | レポート | プルドニコフ 15分 |

| ウィガン・アスレテックスタジアム, ウィガン 観客数: 14,723人 主審: フロリアン・マイアー |

| 2013年10月24日 21:05 |

| ズルテ・ワレヘム | 1 - 3    | マリボル                                      |
| デ・ファウ 12分  | レポート | ツルニッチ 21分 · メルテリ 34分 · メズガ 49分 |

| ヤン・ブレイデルスタディオン, ブルッヘ[C] 観客数: 5,023人 主審: シュテファン・シュトゥーダー |

| 2013年11月7日 18:00 |

| ルビン・カザン | 1 - 0    | ウィガン |
| クズミン 22分  | レポート |          |

| チェントラルニー・スタディオン, カザン 観客数: 5,579人 主審: フセイン・ゲジェク |

| 2013年11月7日 19:00 |

| マリボル | 0 - 1    | ズルテ・ワレヘム     |
|          | レポート | アザール 29分 (pen.) |

| リュドスキ・ヴルト, マリボル 観客数: 8,500人 主審: リボル・コヴァジーク |

| 2013年11月28日 18:00 |

| ルビン・カザン | 1 - 1    | マリボル    |
| ナトホ 43分    | レポート | メズガ 86分 |

| チェントラルニー・スタディオン, カザン 観客数: 2,754人 主審: フェリックス・ツバイヤー |

| 2013年11月28日 21:05 |

| ウィガン       | 1 - 2    | ズルテ・ワレヘム              |
| バーネット 7分 | レポート | アザール 37分 · マランダ 88分 |

| ウィガン・アスレテックスタジアム, ウィガン 観客数: 15,503人 主審: ルディ・ブケ |

| 2013年12月12日 19:00 |

| ズルテ・ワレヘム | 0 - 2    | ルビン・カザン                     |
|                  | レポート | ナトホ 79分 (pen.) · ロンドン 85分 |

| ヤン・ブレイデルスタディオン, ブルッヘ[C] 観客数: 6,083人 主審: パオロ・マッツォレーニ |

| 2013年12月12日 19:00 |

| マリボル                          | 2 - 1    | ウィガン              |
| メズガ 43分 · フィリポビッチ 59分 | レポート | J・ゴメス 41分 (pen.) |

| リュドスキ・ヴルト, マリボル 観客数: 9,035人 主審: シモン・マルチニアク |

Notes
1. ^ a b c ズルテ・ワレヘムはワレヘムに所在する本拠地のレーヘンボークスタディオンの代わりに、ブルッヘのヤン・ブレイデルスタディオンをホームスタジアムとして使用した。

### グループE
| チーム                 | 試 | 勝 | 分 | 敗 | 得 | 失 | 差 | 点 |
| ---------------------- | -- | -- | -- | -- | -- | -- | -- | -- |
| フィオレンティーナ     | 6  | 5  | 1  | 0  | 12 | 3  | +9 | 16 |
| ドニプロ               | 6  | 4  | 0  | 2  | 11 | 5  | +6 | 12 |
| パソス・デ・フェレイラ | 6  | 0  | 3  | 3  | 1  | 8  | −7 | 3  |
| パンドゥリイ           | 6  | 0  | 2  | 4  | 3  | 11 | −8 | 2  |

| 2013年9月19日 19:00 |

| フィオレンティーナ                             | 3 - 0    | パソス・デ・フェレイラ |
| G・ロドリゲス 30分 · マトス 67分 · ロッシ 76分 | レポート |                        |

| スタディオ・アルテミオ・フランキ, フィレンツェ 観客数: 13,729人 主審: ケビン・B・R・ブロム |

| 2013年9月19日 19:00 |

| パンドゥリイ | 0 - 1    | ドニプロ    |
|              | レポート | ロタン 38分 |

| クルジュ・アレナ, クルジュ＝ナポカ[D] 観客数: 7,577人 主審: サシャ・ケファー |

| 2013年10月3日 21:05 |

| ドニプロ                 | 1 - 2    | フィオレンティーナ                              |
| セレゼニョウ 57分 (pen.) | レポート | G・ロドリゲス 53分 (pen.) · アンブロジーニ 73分 |

| ドニプロ・アリーナ, ドニプロペトロウシク 観客数: 25,837人 主審: シモン・マルチニアク |

| 2013年10月3日 21:05 |

| パソス・デ・フェレイラ | 1 - 1    | パンドゥリイ       |
| ルイ・ミゲウ 49分      | レポート | モムチロビッチ 5分 |

| エスタディオ・D. アフォンソ・エンリケス, ギマランイス[E] 観客数: 1,314人 主審: アレクセイ・ニコラエフ |

| 2013年10月24日 21:05 |

| パソス・デ・フェレイラ | 0 - 2    | ドニプロ                            |
|                        | レポート | ロタン 83分 · コノプリャーンカ 86分 |

| エスタディオ・D. アフォンソ・エンリケス, ギマランイス[E] 観客数: 1,137人 主審: トニー・シャプロン |

| 2013年10月24日 21:05 |

| フィオレンティーナ                              | 3 - 0    | パンドゥリイ |
| ホアキン 26分 · マトス 34分 · クアドラード 69分 | レポート |              |

| スタディオ・アルテミオ・フランキ, フィレンツェ 観客数: 14,834人 主審: ミロスラフ・ゼリンカ |

| 2013年11月7日 19:00 |

| ドニプロ                              | 2 - 0    | パソス・デ・フェレイラ |
| マテウス 44分 · コノプリャーンカ 66分 | レポート |                        |

| ドニプロ・アリーナ, ドニプロペトロウシク 観客数: 14,039人 主審: アンティ・ムヌカ |

| 2013年11月7日 19:00 |

| パンドゥリイ  | 1 - 2    | フィオレンティーナ          |
| エリック 32分 | レポート | マトス 86分 · バレロ 90+2分 |

| クルジュ・アレナ, クルジュ＝ナポカ[D] 観客数: 11,750人 主審: タソス・シディロプロス |

| 2013年11月28日 21:05 |

| パソス・デ・フェレイラ | 0 - 0    | フィオレンティーナ |
|                        | レポート |                    |

| エスタディオ・D. アフォンソ・エンリケス, ギマランイス[E] 観客数: 1,347人 主審: アイタン・シェメウレビッチ |

| 2013年11月28日 21:05 |

| ドニプロ                                                              | 4 - 1    | パンドゥリイ         |
| カリニッチ 12分 · ゾズリャ 56分 · シャコフ 86分 · クラフチェンコ 89分 | レポート | エリック 70分 (pen.) |

| ドニプロ・アリーナ, ドニプロペトロウシク 観客数: 5,157人 主審: レオンティオス・トラトゥ |

| 2013年12月12日 19:00 |

| フィオレンティーナ                | 2 - 1    | ドニプロ              |
| ホアキン 42分 · クアドラード 77分 | レポート | コノプリャーンカ 13分 |

| スタディオ・アルテミオ・フランキ, フィレンツェ 観客数: 12,486人 主審: アルトゥル・ディアス |

| 2013年12月12日 19:00 |

| パンドゥリイ | 0 - 0    | パソス・デ・フェレイラ |
|              | レポート |                        |

| クルジュ・アレナ, クルジュ＝ナポカ[D] 観客数: 1,213人 主審: リー・エバンズ |

Notes
1. ^ a b c パンドゥリイはトゥルグ・ジウに所在する本拠地のトゥドル・ウラジミレスクの代わりに、クルジュ＝ナポカのクルジュ・アレナをホームスタジアムとして使用した。
2. ^ a b c パソス・デ・フェレイラはパソス・デ・フェレイラに所在する本拠地のエスタディオ・ダ・マタ・レアルの代わりに、ギマランイスのエスタディオ・D. アフォンソ・エンリケスをホームスタジアムとして使用した。

### グループF
| チーム               | 試 | 勝 | 分 | 敗 | 得 | 失 | 差 | 点 |
| -------------------- | -- | -- | -- | -- | -- | -- | -- | -- |
| フランクフルト       | 6  | 5  | 0  | 1  | 13 | 4  | +9 | 15 |
| マッカビ・テルアビブ | 6  | 3  | 2  | 1  | 7  | 5  | +2 | 11 |
| APOEL                | 6  | 1  | 2  | 3  | 3  | 8  | −5 | 5  |
| ボルドー             | 6  | 1  | 0  | 5  | 4  | 10 | −6 | 3  |

| 2013年9月19日 19:00 |

| フランクフルト                           | 3 - 0    | ボルドー |
| カドレツ 4分 · ルス 16分 · ジャクパ 52分 | レポート |          |

| フランクフルト・シュタディオン, フランクフルト 観客数: 44,000人 主審: アンドレ・マリナー |

| 2013年9月19日 19:00 |

| マッカビ・テルアビブ | 0 - 0    | APOEL |
|                      | レポート |       |

| ブルームフィールド・スタジアム, テルアビブ 観客数: 11,772人 主審: カルロス・ゴメス |

| 2013年10月3日 21:05 |

| APOEL | 0 - 3    | フランクフルト                                             |
|       | レポート | アレクサンドルー 27分 (o.g.) · ラキッチ 59分 · ユング 66分 |

| GSPスタジアム, ニコシア 観客数: 13,729人 主審: アレクサンドル・トゥドル |

| 2013年10月3日 21:05 |

| ボルドー      | 1 - 2    | マッカビ・テルアビブ        |
| ジュシエ 48分 | レポート | イツハキ 71分 · ミチャ 80分 |

| スタッド・シャバン・デルマ, ボルドー 観客数: 7,329人 主審: ミハイル・ククラキス |

| 2013年10月24日 21:05 |

| ボルドー                  | 2 - 1    | APOEL       |
| サネ 24分 · エンリケ 90分 | レポート | イズマ 45分 |

| スタッド・シャバン・デルマ, ボルドー 観客数: 10,404人 主審: マルティン・ストレームベリソン |

| 2013年10月24日 21:05 |

| フランクフルト                | 2 - 0    | マッカビ・テルアビブ |
| カドレツ 26分 · マイアー 34分 | レポート |                      |

| フランクフルト・シュタディオン, フランクフルト 観客数: 40,800人 主審: アントニオ・ダマト |

| 2013年11月7日 19:00 |

| APOEL                                 | 2 - 1    | ボルドー    |
| アレクサンドルー 14分 · モライス 55分 | レポート | サネ 45+2分 |

| GSPスタジアム, ニコシア 観客数: 11,853人 主審: セバスティアン・デルフェリーレ |

| 2013年11月7日 19:00 |

| マッカビ・テルアビブ                               | 4 - 2    | フランクフルト                       |
| ザハヴィ 14分, 90+4分 (pen.) · イツハキ 30分, 35分 | レポート | ラキッチ 63分 · マイアー 67分 (pen.) |

| ブルームフィールド・スタジアム, テルアビブ 観客数: 13,232人 主審: セルジュ・グミエニー |

| 2013年11月28日 21:05 |

| ボルドー | 0 - 1    | フランクフルト |
|          | レポート | ラニヒ 83分    |

| スタッド・シャバン・デルマ, ボルドー 観客数: 19,013人 主審: アルベルト・ウンディアーノ・マジェンコ |

| 2013年11月28日 21:05 |

| APOEL | 0 - 0    | マッカビ・テルアビブ |
|       | レポート |                      |

| GSPスタジアム, ニコシア 観客数: 13,052人 主審: イシュトバーン・バド |

| 2013年12月12日 19:00 |

| フランクフルト                  | 2 - 0    | APOEL |
| シュレック 68分 · ジャクパ 77分 | レポート |       |

| フランクフルト・シュタディオン, フランクフルト 観客数: 32,400人 主審: シュテファン・シュトゥーダー |

| 2013年12月12日 19:00 |

| マッカビ・テルアビブ | 1 - 0    | ボルドー |
| ザハヴィ 74分 (pen.) | レポート |          |

| ブルームフィールド・スタジアム, テルアビブ 観客数: 11,732人 主審: セルゲイ・ボイコ |

### グループG
| チーム             | 試 | 勝 | 分 | 敗 | 得 | 失 | 差 | 点 |
| ------------------ | -- | -- | -- | -- | -- | -- | -- | -- |
| ヘンク             | 6  | 4  | 2  | 0  | 10 | 5  | +5 | 14 |
| ディナモ・キーウ   | 6  | 3  | 1  | 2  | 11 | 7  | +4 | 10 |
| ラピード・ウィーン | 6  | 1  | 3  | 2  | 8  | 10 | −2 | 6  |
| トゥーン           | 6  | 1  | 0  | 5  | 3  | 10 | −7 | 3  |

| 2013年9月19日 21:05 |

| ディナモ・キーウ | 0 - 1    | ヘンク        |
|                  | レポート | ゴリウス 62分 |

| NSKオリンピスキー, キエフ 観客数: 30,345人 主審: タソス・シディロプロス |

| 2013年9月19日 21:05 |

| トゥーン               | 1 - 0    | ラピード・ウィーン |
| C・シュノイウリー 35分 | レポート |                    |

| アレナ・トゥーン, トゥーン 観客数: 7,022人 主審: アナスタシオス・カコス |

| 2013年10月3日 19:00 |

| ラピード・ウィーン                      | 2 - 2    | ディナモ・キーウ                         |
| ブルクシュタラー 53分 · トリメル 90+4分 | レポート | ヤルモレンコ 30分 · ディボン 34分 (o.g.) |

| エルンスト・ハッペル・シュターディオン, ウィーン[F] 観客数: 34,800人 主審: マイク・ディーン |

| 2013年10月3日 19:00 |

| ヘンク                        | 2 - 1    | トゥーン            |
| ゴリウス 55分 · ヴォセン 63分 | レポート | マルティネス 90+3分 |

| KRCヘンク・アレナ, ヘンク 観客数: 11,159人 主審: ボビー・マッデン |

| 2013年10月24日 19:00 |

| ヘンク        | 1 - 1    | ラピード・ウィーン |
| ゴリウス 21分 | レポート | ザビッツァー 82分  |

| KRCヘンク・アレナ, ヘンク 観客数: 14,142人 主審: アントニー・ゴティエール |

| 2013年10月24日 19:00 |

| ディナモ・キーウ                                | 3 - 0    | トゥーン |
| ヤルモレンコ 35分 · ムボカニ 60分 · グセフ 78分 | レポート |          |

| NSKオリンピスキー, キエフ 観客数: 26,042人 主審: ハリス・オズカフヤ |

| 2013年11月7日 21:05 |

| ラピード・ウィーン  | 2 - 2    | ヘンク                               |
| ボイド 40分, 45+2分 | レポート | ムボジ 28分 (pen.) · ブッフェル 60分 |

| エルンスト・ハッペル・シュターディオン, ウィーン[F] 観客数: 34,300人 主審: フィラト・アイディヌス |

| 2013年11月7日 21:05 |

| トゥーン | 0 - 2    | ディナモ・キーウ                    |
|          | レポート | シェンケル 86分 · ヤルモレンコ 69分 |

| アレナ・トゥーン, トゥーン 観客数: 6,523人 主審: クレマン・トゥルパン |

| 2013年11月28日 19:00 |

| ヘンク                                                     | 3 - 1    | ディナモ・キーウ |
| ヴォセン 17分 (pen.) · クモルジ 37分 · デ・ケウラール 40分 | レポート | ヤルモレンコ 9分 |

| KRCヘンク・アレナ, ヘンク 観客数: 13,337人 主審: ドゥアルテ・ゴメス |

| 2013年11月28日 19:00 |

| ラピード・ウィーン                  | 2 - 1    | トゥーン             |
| ボイド 17分 · ボシュコヴィッチ 64分 | レポート | サディク 70分 (pen.) |

| エルンスト・ハッペル・シュターディオン, ウィーン[F] 観客数: 34,300人 主審: パベウ・ギル |

| 2013年12月12日 21:05 |

| ディナモ・キーウ                            | 3 - 1    | ラピード・ウィーン |
| レンス 22分 · グセフ 28分 · ヴェローゾ 70分 | レポート | ボイド 6分         |

| NSKオリンピスキー, キエフ 観客数: 18,752人 主審: ビョルン・カイペルス |

| 2013年12月12日 21:05 |

| トゥーン | 0 - 1    | ヘンク        |
|          | レポート | ヴォセン 31分 |

| アレナ・トゥーン, トゥーン 観客数: 5,185人 主審: アレクサンドル・トゥドル |

Notes
1. ^ a b c ラピード・ウィーンはウィーンに所在する本拠地のゲルハルト・ハナッピ・シュターディオンの代わりに、同じくウィーンのエルンスト・ハッペル・シュターディオンをホームスタジアムとして使用した。

### グループH
| チーム               | 試 | 勝 | 分 | 敗 | 得 | 失 | 差 | 点 |
| -------------------- | -- | -- | -- | -- | -- | -- | -- | -- |
| セビージャ           | 6  | 3  | 3  | 0  | 9  | 4  | +5 | 12 |
| スロヴァン・リベレツ | 6  | 2  | 3  | 1  | 9  | 8  | +1 | 9  |
| フライブルク         | 6  | 1  | 3  | 2  | 5  | 8  | −3 | 6  |
| エストリル           | 6  | 0  | 3  | 3  | 5  | 8  | −3 | 3  |

| 2013年9月19日 21:05 |

| フライブルク                             | 2 - 2    | スロヴァン・リベレツ                    |
| シュスター 23分 (pen.) · メーメディ 35分 | レポート | カリトビンチェフ 67分 · ラブシッチ 74分 |

| マゲ・ゾラール・シュタディオン, フライブルク 観客数: 14,100人 主審: パベル・クリスティアン・バライ |

| 2013年9月19日 21:05 |

| エストリル            | 1 - 2    | セビージャ                    |
| ブルーノ・ミゲウ 61分 | レポート | ビトーロ 59分 · ガメイロ 77分 |

| アントニオ・コインブラ・ダ・モタ, エストリル 観客数: 4,154人 主審: アロン・イェフェト |

| 2013年10月3日 19:00 |

| セビージャ                             | 2 - 0    | フライブルク |
| ペロッティ 63分 (pen.) · バッカ 90+1分 | レポート |              |

| エスタディオ・ラモン・サンチェス・ピスフアン, セビージャ 観客数: 17,041人 主審: ウラジスラフ・ベズボロドフ |

| 2013年10月3日 19:00 |

| スロヴァン・リベレツ            | 2 - 1    | エストリル  |
| シュラル 15分 · コヴァーチ 62分 | レポート | レアル 45分 |

| スタディオン・ウ・ニシ, リベレツ 観客数: 7,500人 主審: ケン・ハンセン |

| 2013年10月24日 19:00 |

| スロヴァン・リベレツ | 1 - 1    | セビージャ    |
| ラブシッチ 20分      | レポート | ビトーロ 88分 |

| スタディオン・ウ・ニシ, リベレツ 観客数: 7,700人 主審: マイク・ディーン |

| 2013年10月24日 19:00 |

| フライブルク | 1 - 1    | エストリル |
| ダリダ 11分  | レポート | セバ 53分  |

| マゲ・ゾラール・シュタディオン, フライブルク 観客数: 14,500人 主審: スタニスラフ・トドロフ |

| 2013年11月7日 21:05 |

| セビージャ      | 1 - 1    | スロヴァン・リベレツ |
| ペロッティ 29分 | レポート | パヴェルカ 71分      |

| エスタディオ・ラモン・サンチェス・ピスフアン, セビージャ 観客数: 15,178人 主審: シモン・マルチニアク |

| 2013年11月7日 21:05 |

| エストリル | 0 - 0    | フライブルク |
|            | レポート |              |

| アントニオ・コインブラ・ダ・モタ, エストリル 観客数: 2,014人 主審: マルチン・ボルスキ |

| 2013年11月28日 19:00 |

| スロヴァン・リベレツ | 1 - 2    | フライブルク                  |
| リバルカ 81分        | レポート | ギンター 23分 · コクラン 73分 |

| スタディオン・ウ・ニシ, リベレツ 観客数: 8,800人 主審: マルティン・ハンソン |

| 2013年11月28日 19:00 |

| セビージャ   | 1 - 1    | エストリル  |
| ガメイロ 7分 | レポート | ルベン 90分 |

| エスタディオ・ラモン・サンチェス・ピスフアン, セビージャ 観客数: 12,557人 主審: タソス・シディロプロス |

| 2013年12月12日 21:05 |

| フライブルク | 0 - 2    | セビージャ                      |
|              | レポート | イボーラ 40分 · ルセスク 90+4分 |

| マゲ・ゾラール・シュタディオン, フライブルク 観客数: 15,700人 主審: トニー・シャプロン |

| 2013年12月12日 21:05 |

| エストリル | 1 - 2    | スロヴァン・リベレツ            |
| セバ 82分  | レポート | シュラル 18分 · ラブシッチ 70分 |

| アントニオ・コインブラ・ダ・モタ, エストリル 観客数: 1,274人 主審: ハリス・オズカフヤ |

### グループI
| チーム       | 試 | 勝 | 分 | 敗 | 得 | 失 | 差 | 点 |
| ------------ | -- | -- | -- | -- | -- | -- | -- | -- |
| リヨン       | 6  | 3  | 3  | 0  | 6  | 3  | +3 | 12 |
| ベティス     | 6  | 2  | 3  | 1  | 3  | 2  | +1 | 9  |
| ギマランイス | 6  | 1  | 2  | 3  | 6  | 5  | +1 | 5  |
| リエカ       | 6  | 0  | 4  | 2  | 2  | 7  | −5 | 4  |

| 2013年9月19日 21:05 |

| ベティス | 0 - 0    | リヨン |
|          | レポート |        |

| エスタディオ・ベニート・ビジャマリン, セビージャ 観客数: 22,404人 主審: ステファン・ヨハネソン |

| 2013年9月19日 21:05 |

| ギマランイス                                                   | 4 - 0    | リエカ |
| バ 36分 · プランジュ 48分 · マーズ 68分 (pen.) · アンドレ 81分 | レポート |        |

| エスタディオ・D. アフォンソ・エンリケス, ギマランイス 観客数: 9,794人 主審: アレクセイ・クルバコフ |

| 2013年10月3日 19:00 |

| リエカ      | 1 - 1    | ベティス          |
| ベンコ 10分 | レポート | セドリック 90+1分 |

| カントリダ・スタジアム, リエカ 観客数: 7,313人 主審: セルゲイ・ボイコ |

| 2013年10月3日 19:00 |

| リヨン        | 1 - 1    | ギマランイス |
| ゴナロン 53分 | レポート | マーズ 39分  |

| スタッド・ジェルラン, リヨン 観客数: 30,061人 主審: フロリアン・マイアー |

| 2013年10月24日 19:00 |

| リヨン        | 1 - 0    | リエカ |
| グラニエ 65分 | レポート |        |

| スタッド・ジェルラン, リヨン 観客数: 30,461人 主審: アルトゥル・ディアス |

| 2013年10月24日 19:00 |

| ベティス          | 1 - 0    | ギマランイス |
| バディージョ 50分 | レポート |              |

| エスタディオ・ベニート・ビジャマリン, セビージャ 観客数: 17,100人 主審: ミハイル・ククラキス |

| 2013年11月7日 21:05 |

| リエカ            | 1 - 1    | リヨン      |
| クラマリッチ 21分 | レポート | プレア 14分 |

| カントリダ・スタジアム, リエカ 観客数: 7,300人 主審: アロン・イェフェト |

| 2013年11月7日 21:05 |

| ギマランイス | 0 - 1    | ベティス      |
|              | レポート | チュリ 90+4分 |

| エスタディオ・D. アフォンソ・エンリケス, ギマランイス 観客数: 22,602人 主審: パオロ・マッツォレーニ |

| 2013年11月28日 19:00 |

| リヨン      | 1 - 0    | ベティス |
| ゴミス 65分 | レポート |          |

| スタッド・ジェルラン, リヨン 観客数: 24,112人 主審: アンドレ・マリナー |

| 2013年11月28日 19:00 |

| リエカ | 0 - 0    | ギマランイス |
|        | レポート |              |

| カントリダ・スタジアム, リエカ 観客数: 7,138人 主審: クリスティン・ヤコブソン |

| 2013年12月12日 21:05 |

| ベティス | 0 - 0    | リエカ |
|          | レポート |        |

| エスタディオ・ベニート・ビジャマリン, セビージャ 観客数: 14,556人 主審: ダニー・マッケリー |

| 2013年12月12日 21:05 |

| ギマランイス | 1 - 2    | リヨン                             |
| トマネ 11分  | レポート | ゴミス 62分 (pen.) · フェッリ 65分 |

| エスタディオ・D. アフォンソ・エンリケス, ギマランイス 観客数: 5,845人 主審: マテイ・ユグ |

### グループJ
| チーム               | 試 | 勝 | 分 | 敗 | 得 | 失 | 差 | 点 |
| -------------------- | -- | -- | -- | -- | -- | -- | -- | -- |
| トラブゾンスポル     | 6  | 4  | 2  | 0  | 13 | 6  | +7 | 14 |
| ラツィオ             | 6  | 3  | 3  | 0  | 8  | 4  | +4 | 12 |
| アポロン・リマソール | 6  | 1  | 1  | 4  | 5  | 10 | −5 | 4  |
| レギア・ワルシャワ   | 6  | 1  | 0  | 5  | 3  | 8  | −5 | 3  |

| 2013年9月19日 21:05 |

| アポロン・リマソール | 1 - 2    | トラブゾンスポル              |
| サンゴイ 18分 (pen.) | レポート | マルダ 19分 · エルドアン 86分 |

| GSPスタジアム, ニコシア[G] 観客数: 10,204人 主審: アントニオ・マテウ・ラオス |

| 2013年9月19日 21:05 |

| ラツィオ        | 1 - 0    | レギア・ワルシャワ |
| エルナネス 53分 | レポート |                    |

| スタディオ・オリンピコ, ローマ 観客数: 11,769人 主審: クリスティン・ヤコブソン |

| 2013年10月3日 19:00 |

| レギア・ワルシャワ | 0 - 1    | アポロン・リマソール |
|                    | レポート | サンゴイ 56分        |

| スタディオン・ヴォイスカ・ポルスキエゴ, ワルシャワ 観客数: 100人[H] 主審: マーティン・アトキンソン |

| 2013年10月3日 19:00 |

| トラブゾンスポル                                                  | 3 - 3    | ラツィオ                            |
| エルドアン 12分 · ミエジェイェフスキ 22分 · パウロ・エンリケ 35分 | レポート | オナジ 29分 · フロッカリ 84分, 85分 |

| フセイン・アブニ・アケル・スタデュム, トラブゾン 観客数: 13,002人 主審: マルティン・ハンソン |

| 2013年10月24日 19:00 |

| トラブゾンスポル           | 2 - 0    | レギア・ワルシャワ |
| ヤンコ 7分 · アドゥン 83分 | レポート |                    |

| フセイン・アブニ・アケル・スタデュム, トラブゾン 観客数: 12,871人 主審: ウラジスラフ・ベズボロドフ |

| 2013年10月24日 19:00 |

| アポロン・リマソール | 0 - 0    | ラツィオ |
|                      | レポート |          |

| GSPスタジアム, ニコシア[G] 観客数: 8,943人 主審: マヌエル・デ・ソウザ |

| 2013年11月7日 21:05 |

| レギア・ワルシャワ | 0 - 2    | トラブゾンスポル                            |
|                    | レポート | D・ジュニオール 71分 (o.g.) · アドゥン 79分 |

| スタディオン・ヴォイスカ・ポルスキエゴ, ワルシャワ 観客数: 14,088人 主審: ルディ・ブケ |

| 2013年11月7日 21:05 |

| ラツィオ              | 2 - 1    | アポロン・リマソール |
| フロッカリ 14分, 37分 | レポート | パポリス 39分        |

| スタディオ・オリンピコ, ローマ 観客数: 6,498人 主審: ボビー・マッデン |

| 2013年11月28日 19:00 |

| トラブゾンスポル                              | 4 - 2    | アポロン・リマソール                   |
| アドゥン 23分, 61分, 83分 · アイドードゥ 25分 | レポート | アブラハム 68分 · サンゴイ 80分 (pen.) |

| フセイン・アブニ・アケル・スタデュム, トラブゾン 観客数: 11,151人 主審: マヌエル・グラエフェ |

| 2013年11月28日 19:00 |

| レギア・ワルシャワ | 0 - 2    | ラツィオ                                  |
|                    | レポート | ペレア 24分 · フェリペ・アンデルソン 57分 |

| スタディオン・ヴォイスカ・ポルスキエゴ, ワルシャワ 観客数: 12,000人 主審: ケビン・B・R・ブロム |

| 2013年12月12日 21:05 |

| アポロン・リマソール | 0 - 2    | レギア・ワルシャワ                     |
|                      | レポート | ヨドウォヴィエツ 8分 · ブルジスキ 63分 |

| GSPスタジアム, ニコシア[G] 観客数: 1,681人 主審: ロベルト・シェルゲンホファー |

| 2013年12月12日 21:05 |

| ラツィオ | 0 - 0    | トラブゾンスポル |
|          | レポート |                  |

| スタディオ・オリンピコ, ローマ 観客数: 7,732人 主審: クレマン・トゥルパン |

Notes
1. ^ a b c アポロン・リマソールは本拠地のリマソールに所在するツィリオン・スタジアムの代わりに、ニコシアのGSPスタジアムをホームスタジアムとして使用した。
2. ^ レギア・ワルシャワのサポーターが人種差別行為を行ったため、UEFAからの罰則で無観客試合として行われた[8]。

### グループK
| チーム     | 試 | 勝 | 分 | 敗 | 得 | 失 | 差  | 点 |
| ---------- | -- | -- | -- | -- | -- | -- | --- | -- |
| トッテナム | 6  | 6  | 0  | 0  | 15 | 2  | +13 | 18 |
| アンジ     | 6  | 2  | 2  | 2  | 4  | 7  | −3  | 8  |
| シェリフ   | 6  | 1  | 3  | 2  | 5  | 6  | −1  | 6  |
| トロムソ   | 6  | 0  | 1  | 5  | 1  | 10 | −9  | 1  |

| 2013年9月19日 21:05 |

| シェリフ | 0 - 0    | アンジ |
|          | レポート |        |

| シェリフ・スタジアム, ティラスポリ 観客数: 8,882人 主審: アラン・ケリー |

| 2013年9月19日 21:05 |

| トッテナム                            | 3 - 0    | トロムソ |
| デフォー 21分, 29分 · エリクセン 86分 | レポート |          |

| ホワイト・ハート・レーン, ロンドン 観客数: 26,581人 主審: リボル・コヴァジーク |

| 2013年10月3日 18:00 |

| アンジ | 0 - 2    | トッテナム                    |
|        | レポート | デフォー 34分 · シャドリ 29分 |

| サトゥルン・スタジアム, ラメンスコエ[I] 観客数: 5,662人 主審: ビュレント・ユルドゥルム |

| 2013年10月3日 19:00 |

| トロムソ              | 1 - 1    | シェリフ            |
| オンドラーシェク 65分 | レポート | ヒカルジーニョ 87分 |

| アールヴヘイム・スタディオン, トロムソ 観客数: 3,710人 主審: サイモン・エバンズ |

| 2013年10月24日 18:00 |

| アンジ              | 1 - 0    | トロムソ |
| ブルミストロフ 19分 | レポート |          |

| サトゥルン・スタジアム, ラメンスコエ[I] 観客数: 2,797人 主審: ゲディミナス・マゼイカ |

| 2013年10月24日 19:00 |

| シェリフ | 0 - 2    | トッテナム                          |
|          | レポート | フェルトンゲン 12分 · デフォー 75分 |

| シェリフ・スタジアム, ティラスポリ 観客数: 11,725人 主審: リラン・リアニ |

| 2013年11月7日 21:05 |

| トロムソ | 0 - 1    | アンジ              |
|          | レポート | ムクルチアン 90+4分 |

| アールヴヘイム・スタディオン, トロムソ 観客数: 3,673人 主審: ダニー・マッケリー |

| 2013年11月7日 21:05 |

| トッテナム                         | 2 - 1    | シェリフ  |
| ラメラ 60分 · デフォー 67分 (pen.) | レポート | イサ 72分 |

| ホワイト・ハート・レーン, ロンドン 観客数: 32,225人 主審: ケン・ハンセン |

| 2013年11月28日 18:00 |

| アンジ          | 1 - 1    | シェリフ  |
| エプレアヌ 58分 | レポート | イサ 53分 |

| サトゥルン・スタジアム, ラメンスコエ[I] 観客数: 2,760人 主審: リボル・コヴァジーク |

| 2013年11月28日 19:00 |

| トロムソ | 0 - 2    | トッテナム                               |
|          | レポート | カウセビッチ 63分 (o.g.) · デンベレ 76分 |

| アールヴヘイム・スタディオン, トロムソ 観客数: 5,868人 主審: エフヘン・アラノフスキー |

| 2013年12月12日 21:05 |

| シェリフ               | 2 - 0    | トロムソ |
| カドゥ 4分 · イサ 36分 | レポート |          |

| シェリフ・スタジアム, ティラスポリ 観客数: 1,211人 主審: セバスティアン・デルフェリーレ |

| 2013年12月12日 21:05 |

| トッテナム                                          | 4 - 1    | アンジ            |
| ソルダード 7分, 16分, 70分 (pen.) · ホルトビー 54分 | レポート | エヴェルトン 44分 |

| ホワイト・ハート・レーン, ロンドン 観客数: 23,101人 主審: ステファン・ヨハネソン |

Notes
1. ^ a b c アンジはマハチカラに所在する本拠地のアンジ・アレーナの代わりに、ラメンスコエのサトゥルン・スタジアムをホームスタジアムとして使用した。

### グループL
| チーム             | 試 | 勝 | 分 | 敗 | 得 | 失 | 差 | 点 |
| ------------------ | -- | -- | -- | -- | -- | -- | -- | -- |
| AZ                 | 6  | 3  | 3  | 0  | 8  | 4  | +4 | 12 |
| PAOK               | 6  | 3  | 3  | 0  | 10 | 6  | +4 | 12 |
| マッカビ・ハイファ | 6  | 1  | 2  | 3  | 6  | 9  | −3 | 5  |
| シャフチョール     | 6  | 0  | 2  | 4  | 5  | 10 | −5 | 2  |

| 2013年9月19日 21:05 |

| PAOK                                    | 2 - 1    | シャフチョール       |
| アタナシアディス 75分 · ヴキッチ 90+2分 | レポート | カニャス 50分 (pen.) |

| トンバ・スタジアム, テッサロニキ 観客数: 255人[J] 主審: フレディ・フォートレル |

| 2013年9月19日 21:05 |

| マッカビ・ハイファ | 0 - 1    | AZ                  |
|                    | レポート | グドムンドソン 70分 |

| イツタディオン・キルヤト・エリエゼル, ハイファ 観客数: 10,000人 主審: ロベルト・シェルゲンホファー |

| 2013年10月3日 18:00 |

| シャフチョール                        | 2 - 2    | マッカビ・ハイファ              |
| フィノンチェンコ 40分 · タラソフ 45分 | レポート | エズラ 54分 · トゥルゲマン 79分 |

| アスタナ・アリーナ, アスタナ[K] 観客数: 19,100人 主審: イシュトバーン・バド |

| 2013年10月3日 19:00 |

| AZ                  | 1 - 1    | PAOK                    |
| ハウウェレーウ 82分 | レポート | サルピンギディス 90+3分 |

| AZスタディオン, アルクマール 観客数: 10,761人 主審: ルカ・バンティ |

| 2013年10月24日 18:00 |

| シャフチョール        | 1 - 1    | AZ                  |
| フィノンチェンコ 11分 | レポート | グドムンドソン 26分 |

| アスタナ・アリーナ, アスタナ[K] 観客数: 10,500人 主審: エフヘン・アラノフスキー |

| 2013年10月24日 19:00 |

| PAOK                                                  | 3 - 2    | マッカビ・ハイファ          |
| ヴィトール 35分 · ニニス 39分 · サルピンギディス 67分 | レポート | ンドロヴ 13分 · ゴラサ 21分 |

| トンバ・スタジアム, テッサロニキ 観客数: 14,211人 主審: フェルナンド・テイセイラ |

| 2013年11月7日 21:05 |

| AZ              | 1 - 0    | シャフチョール |
| オルティス 55分 | レポート |                |

| AZスタディオン, アルクマール 観客数: 9,778人 主審: マルティン・ハンソン |

| 2013年11月7日 21:05 |

| マッカビ・ハイファ | 0 - 0    | PAOK |
|                    | レポート |      |

| イツタディオン・キルヤト・エリエゼル, ハイファ 観客数: 10,000人 主審: フェリックス・ツバイヤー |

| 2013年11月28日 16:00 |

| シャフチョール | 0 - 2    | PAOK                                     |
|                | レポート | ジディッチ 54分 (o.g.) · キツィウ 90+2分 |

| アスタナ・アリーナ, アスタナ[K] 観客数: 7,556人 主審: セルジュ・グミエニー |

| 2013年11月28日 19:00 |

| AZ                                  | 2 - 0    | マッカビ・ハイファ |
| グデリ 37分 · グドムンドソン 90+5分 | レポート |                    |

| AZスタディオン, アルクマール 観客数: 11,211人 主審: アレクセイ・クルバコフ |

| 2013年12月12日 21:05 |

| PAOK                                     | 2 - 2    | AZ                               |
| ルーカス 37分 (pen.) · ポゾグルー 90+4分 | レポート | ラム 31分 · ホルテル 71分 (pen.) |

| トンバ・スタジアム, テッサロニキ 観客数: 11,211人 主審: マイケル・オリヴァー |

| 2013年12月12日 21:05 |

| マッカビ・ハイファ              | 2 - 1    | シャフチョール       |
| ゴズラン 72分 · アブハジラ 80分 | レポート | カニャス 44分 (pen.) |

| イツタディオン・キルヤト・エリエゼル, ハイファ 観客数: 2,100人 主審: ゲディミナス・マゼイカ |

Notes
1. ^ PAOKのサポーターが不適切な行為を行ったため、UEFAからの罰則で無観客試合として行われた[9]。
2. ^ a b c シャフチョールは本拠地のカラガンダに所在するシャフチョール・スタジアムの代わりに、アスタナのアスタナ・アリーナをホームスタジアムとして使用した。